# Щербина, Дмитрий Петрович
Дмитрий Петрович Щерби́на (род. 1 октября 1968, Баку, Азербайджанская ССР) — российский актёр театра и кино. Заслуженный артист Российской Федерации (2023).

## Биография
Родился 1 октября 1968 года в Баку. Предки как по материнской, так и по отцовской линии — казаки. В советское время они были раскулачены. Волею судьбы его отец и мать оказались в Азербайджане.
Когда Щербине было семь лет, отец погиб в результате несчастного случая на работе. Через несколько лет мать с детьми переехала в Минск. По окончании школы Щербина поступил в Минске в театральный вуз, но, отучившись год, был призван в армию. Отслужив срочную, в 1989 году поступил в Школу-студию МХАТ на курс Авангарда Леонтьева. Учился на одном курсе с Вячеславом Кулаковым.
Будучи студентом, дебютировал в кино в 1992 году, сыграв в фильме «Алмазы шаха» небольшую роль, но уже годом позже получил главную роль в детективе Тимофея Спивака «Три дня вне закона». Школу-студию МХАТ окончил в 1993 году, за год до этого был приглашён в театр-студию Олега Табакова, где  сыграл в нескольких спектаклях. В 1995 году был приглашён режиссёром Марком Вайлем на главную роль в спектакль «Любовью не шутят» в Театре им. Моссовета. Работал в спектаклях Андрея Житинкина «Милый друг» (Шарль Форестье), «Венецианский купец» (Бассанио), «Черная невеста, или Ромео и Жанетта» (Ромео).
Актёр Дмитрий Щербина сыграл роль Мальволио, дворецкого Оливии в сцене из спектакля "Двенадцатая ночь" по пьесе Уильяма Шекспира в постановке режиссера Деклана Доннеллана на сцене театра имени Пушкина в Москве.
Продолжает активно работать в театре Моссовета, участвовать в спектаклях Международной конфедерации театральных союзов, сниматься в фильмах и сериалах.

### Семья
Трижды женат. Трое детей. От третьего брака — дочь.

## Взгляды
В интервью газете «Аргументы недели» в 2015 году Дмитрий Щербина связал происходящее на Украине с «долгосрочной политической программой США», которая по его убеждению нацелена на уничтожение России. Он обвинил Соединённые Штаты в разрушении СССР и назвал Россию «Богом выбранной страной», которая строит храмы и может гордиться своей духовностью, в то время как «у американцев духовности нет, одни айфоны и бигмаки».

## Критика
Ведущие театральные критики России отметили роль Щербины в спектакле Деклана Доннеллана «Двенадцатая ночь».

## Фильмография
- 1992 — Алмазы шаха — Виктор, оперативник
- 1992 — Три дня вне закона — Андрей Вавилов, бывший морской пехотинец
- 1995 — Барышня-крестьянка — Алексей Берестов
- 1997 — Бег от смерти — Евгений Носов
- 2000 — Чёрная комната — Дима, телохранитель
- 2002 — 2008 — Две судьбы — Степан Розанов
- 2003 — 2004 — Стилет — Игнат Воронов(Стилет)
- 2004 — Бункер — советский солдат
- 2005 — 2007 — Бальзаковский возраст, или Все мужики сво… — Марат Золотаревский
- 2005 — Внимание, говорит Москва! — Константин Овсянников, лейтенант
- 2005 — Есенин — Анатолий Мариенгоф, друг поэта
- 2005 — Мой личный враг — Андрей Победоносцев
- 2006 — Голландский пассаж — Колосов
- 2006 — Под Большой Медведицей — Дмитрий Белоключевский, сосед Лизы
- 2006 — Сталин. Live — Валерий Чкалов
- 2006 — Фартовый — Остоцкий
- 2007 — Аферисты — Антон Осокин, конюх
- 2007 — Звезда Империи — Александр Керенский
- 2007 — На пути к сердцу — Виктор Мещерский
- 2008 — Адмиралъ — Владимир Рыбалтовский
- 2008 — Ермоловы — Константин Ермолов
- 2008 — Уравнение со всеми известными — Игорь Самойлов, друг-однофамилец Самойловых
- 2009 — Адмиралъ (сериал) — Владимир Рыбалтовский
- 2009 — В одном шаге от Третьей мировой (документальный) — Алексей Большаков
- 2009 — Загадай желание — Андрей Дмитриевич Добрынин, ресторатор
- 2010 — Москва. Три вокзала — Прохоров, замгенерального в торговой фирме
- 2011 — Защита свидетелей — Евгений Анатольевич Крутов, оперуполномоченный отдела
- 2011 — Любовь и немного перца — Дмитрий
- 2011 — Следственный комитет — Валерий Николаевич Хомов, генерал-майор юстиции, старший следователь по особо важным делам Главного следственного управления СК РФ
- 2011 — Танец нашей любви — Михаил
- 2011 — Участковый — Виктор Анатольевич Шахов, замминистра
- 2012 — Страсти по Чапаю — Евгений Мальцев, офицер, сослуживец Чапаева по Первой мировой войне
- 2013 — Билет на двоих — Аркадий Николаевич Соколов, детский хирург
- 2013 — Скалолазка — Андрей
- 2013 — Красные горы — Альберт Юргисович Латис
- 2013 — Слишком красивая жена — Илья Мареев
- 2014 — Уйти, чтобы вернуться — Валентин Юрьевич Юнов, пластический хирург
- 2017 — Торгсин — Андрей Белов, замнаркома
- 2018 — Султан моего сердца — Дмитрий
- 2018 — Берёзка — Борис Евсеев (прототип — Игорь Моисеев)
- 2019 — Ангел-хранитель[4] — профессор Андрей Кириллович Ангелов
- 2020 — Чужая сестра — Михаил Столяров

### Телеспектакли
- 2006 — Сирано де Бержерак — Кристиан де Невильет
- 2006 — Король Лир — Эдмонд, побочный сын Глостера
- 2014 — В случае убийства набирайте «М» — Тони Вендис
- 2016 — Морское путешествие 1933 года — доктор Шуман, судовой врач

## Признание и награды
- 1993 — лауреат Всероссийского конкурса чтецов имени Владимира Яхонтова
- 1997 — лауреат диплома жюри «За лучшую главную мужскую роль» на VI МКФ «Золотой Витязь» (1997) за роль в фильме «Бег от смерти»
- 2019 — Благодарность президента Российской Федерации — за заслуги в развитии культуры и искусства, многолетнюю плодотворную деятельность[5]
- 2023 — Заслуженный артист Российской Федерации — за вклад в развитие отечественной культуры и искусства, многолетнюю плодотворную деятельность[6]